# Père Marie-Benoît
Le père Marie-Benoît, de son vrai nom Pierre Péteul, né le 30 mars 1895, au Bourg d'Iré (Maine-et-Loire) et mort le 5 février 1990 à Angers (Maine-et-Loire), est un prêtre capucin, connu pour son action en faveur des résistants et des Juifs durant la Seconde Guerre mondiale.

## Biographie
Pierre Péteul est brancardier aspirant au 15e Tirailleurs pendant la Grande Guerre et ajoute la campagne du Maroc à son expérience militaire. Croix de guerre et cinq citations marquent ces années qui l'ont rendu familier du danger, de la souffrance et ont éprouvé son courage et sa résistance. Devenu capucin, il est ordonné prêtre et poursuit ses études, docteur en philosophie. Le voici professeur et directeur spirituel au Collège international de son Ordre à Rome. Langue italienne et culture biblique ne le quitteront plus.

### La Seconde Guerre mondiale
Mobilisé en 1939, il se retrouve à Marseille, en 1940 comme interprète à l'état-major du général Billotte à la 15e DI. Il reste sur place.
Au couvent des capucins de Marseille, le 51, rue de la Croix de Régnier sera son premier quartier général. Il aide des aviateurs anglo-américains, des Français et des alliés poursuivis par la Gestapo. « À peine arrivé, une famille juive en peine vint me trouver, puis une autre... beaucoup d'autres! » Des milliers de faux passeports, certificats de baptême et autres papiers "aryens" sortirent des presses installées dans les caves et, par leur secours inestimable, des centaines de réfugiés purent même franchir la frontière espagnole ou suisse, en collaboration avec les comités juifs de Marseille, Nice, Cannes. Le père Marie-Benoît avait pour alliés des résistants français et l'Union générale des israélites de France, mais il devait devenir rapidement l'objet de la surveillance de la Gestapo et lorsque les troupes allemandes eurent envahi la zone libre, les voies de l'évasion vers l'Espagne ou la Suisse se virent condamnées. Le seul passage praticable passait par la Riviera et la Haute-Savoie, tenues par des contingents italiens perplexes et flottants.
À Nice, le père Marie-Benoît réussit à gagner la sympathie et l'assistance de fonctionnaires italiens, et avec leur aide et des fonds émanant des institutions juives, il parvint à faire passer des milliers de Juifs en zone d'occupation italienne. C'est à Nice qu'il rencontre Angelo Donati (Juif italien directeur de la Banque de crédit franco-italienne) qui lui fait part de son projet : le transfert par bateaux de 30 000 Juifs, de la côte italienne vers l'Afrique du Nord. Mais pour sa réalisation, il espérait l'appui du Saint-Siège auprès des autorités italiennes. Avant de quitter la France, il part à Lyon rencontrer les autorités juives du Consistoire central de France où elles sont réfugiées, afin de parler en leur nom. 
À Rome, « De mon côté, j'avais rejoint Rome et mon poste au Collège international des capucins du 156 de la Via Cecilia. Il fallait solliciter l'appui du pape Pie XII, auprès des autorités italiennes » ; « Le 16 juillet 1943, j'expose au Souverain Pontife le projet Donati…je parle de l'attitude de la police de Vichy, ce qui provoque la réflexion du Pape « On n'aurait pas cru cela de la France » ». En plus du projet Donati, il fait part au Souverain Pontife de trois projets, en particulier l'intervention du pape auprès des autorités espagnoles, pour faciliter le rapatriement des Juifs de nationalité espagnole. « Le pape me dit : « Cela m'intéresse, je vais m'en occuper » ». Le 5 août 1943, Mgr Jacques Martin confirme que les papiers du P. Marie-Benoît sont à l'étude, si d'autres explications sont nécessaires on le convoquera. « Je n'ai reçu aucune mission du Vatican, car j'y étais inconnu. Le secrétaire des États-Unis, et l'ambassade d'Angleterre y étaient réfugiés. Nous sommes allés les trouver, en cachette... »
Il recevra alors l'aide du mouvement de résistance interallié créé pour cacher, dans Rome et dans les environs, des prisonniers de guerre en fuite, des pilotes alliés, des juifs, des communistes. 
La chute de Mussolini accélère le retournement de situation en Italie, qui devient à son tour lieu de tous les dangers pour les Juifs. Les Allemands occupent la zone française. Plus tard, peu de temps avant la Libération, le père frôla une fois de plus la catastrophe. En mission dans le nord de l'Italie, pour trouver des points de passage vers la Suisse, il se retrouva dans un bar à Milan avec son assistant, Schwamm, afin de rencontrer une personne susceptible de les aider. Mais c'est un guet-apens organisé par la police fasciste. Schwamm se fait arrêter, non sans avoir pu avertir discrètement le père qui parvient à s'enfuir et à retourner à Rome. Dénoncé à nouveau, plusieurs fois, et recherché activement par la Gestapo, le père dut finalement se cacher hors de son couvent.
Le 8 septembre 1943 est publiée la nouvelle de l'armistice avec les alliés. Les Allemands sont partout. Le vaste projet d'évacuation vers l'Afrique du Nord échoue. Mais le père Marie Benoît se rend chez le chef de la Gestapo qui promet de ne pas intervenir, à condition que les Juifs aient quitté Rome dans les plus brefs délais. Par une pure supercherie - la substitution des papiers d'identité - le capucin fit croire que tous étaient partis, alors qu'ils attendaient la libération dans la ville même, sous de nouvelles identités. 
Le 4 juin 1944 Rome était libérée. Quand les alliés sont entrés dans Rome et que la foule s'est trouvée ainsi, devant la synagogue, on ne réussissait plus à retrouver la clé, la foule était tellement confuse ; alors au milieu de la foule est apparu le père Marie Benoît dit Benedetto, lequel révéla où se trouvait la clé.

### Yad Vashem
Le mémorial des héros et des martyrs de la Shoah le place parmi les premiers des Justes :
« Le moine capucin Marie-Benoît aida des centaines de juifs à gagner la Suisse et l'Espagne à partir du Sud de la France. Traqué par la Gestapo, il s'enfuit à Rome où il poursuit son travail de sauveteur depuis son bureau au Collège des Capucins, en coordination avec la principale organisation sociale juive (Delasem). Personnage légendaire, il fut surnommé le père des juifs par ceux qu'il sauva »
Mis en demeure de rendre compte de son action, le père précise : « J’ai un arbre planté dans l'allée des Justes, au Yad Vashem de Jérusalem. Cet arbre ne représente pas seulement moi, il représente aussi bien les Juifs courageux avec lesquels j'ai combattu et sans lesquels je n'aurais pas fait grand-chose. Je veux nommer : Joseph André Bass, Maurice Brener, Angelo Donati, Stéfan Schwamm, Settimo Serani, Giuseppe Levi, Aron Kastersztein. C'est plutôt en leur nom que je veux parler. »

### Après la guerre
À la Conférence de Seelisberg (1947), le père Marie-Benoît et son confrère le P. Calixte représentent l'Église de Rome pour confirmer la nouvelle attitude de l'Église envers le peuple juif, qui trouvera son aboutissement dans la Déclaration Nostra Aetate §4 Concile Vatican II.
Le 26 avril 1966, l’Institut Yad Vashem de Jérusalem lui décerne le titre de Justes parmi les nations.
Il aura ainsi réussi à sauver environ 4 500 Juifs. Le 5 février 1990, le « père des Juifs » s'éteignait à l'âge de 94 ans.

## Distinctions
- Chevalier de la Légion d'honneur
- Médaille de la Résistance française (29 novembre 1946)[3]

## Citations
Son action correspondait parfaitement à sa pensée intime sur le peuple d'Israël, il s'en expliquera plus tard : 
- « La première raison, est d'ordre général, tient à la justice. Le règne de Jésus-Christ qui est un règne d'amour, est, à cause de cela, un règne de Justice : qui aime sincèrement son prochain, respecte d'abord son droit à la vie et ne peut donc demeurer indifférent et passif devant une persécution aussi atroce qu'injustifiée. Le devoir d'intervenir est alors impératif. »

Mais il y a en plus une raison spécifiquement chrétienne à cette intervention :
- « Les chrétiens se sentent fils spirituels du grand patriarche Abraham. Le pape Pie XI l'affirmait encore, le 6 septembre 1938, en l'appelant « notre patriarche Abraham, notre aîné dans la foi ». Ce qui suffirait à exclure tout antisémitisme, mouvement auquel, nous Chrétiens, nous ne pouvons avoir aucune part, car par Jésus-Christ, nous sommes de la descendance d'Abraham. C'est lui le Père des croyants, à qui nous sommes redevables de la foi et de la confiance en Dieu, de l'obéissance généreuse à sa Volonté, de notre marche en sa présence. »

- « Les chrétiens ont en commun avec le peuple Juif la sublime doctrine de Moïse selon laquelle tous les hommes sont créés à l'image de Dieu, sont Fils de Dieu, donc frères les uns-des-autres et appelés à vivre cette fraternité dans l'observance du Décalogue mosaïque. Depuis plus de trente siècles ce Décalogue reste la base immuable et indispensable de tout progrès humain et de la permanence de la paix. Chrétiens et Juifs récitent les mêmes psaumes contenus dans la Bible, qui sont les plus belles prières que l'homme ait jamais pu adresser à son Créateur…Père de tous. »

Le 4 juin 1944, alors que la foule est en liesse pour fêter la victoire, en présence de deux rabbins des armées alliées :
- « Je prends part aux sentiments de tous, joie et douleurs mêlées ; car si la libération est un fait heureux, beaucoup pleurent des victimes et les déportés souffrent encore au loin. Plus de 2 000 Juifs romains ont été emmenés. Les étrangers, nous les aurions tous sauvés sans l'infâme trahison des deux jeunes Français. (...) J'aime les Juifs de tout mon cœur. Ma mission de bataille était terminée »

- «En 1976, le père Marie-Benoît réitéra publiquement son éloge de Pie XII, à l’occasion du centenaire de sa naissance, pour ce qu’il avait accompli en faveur des juifs. Et il insista particulièrement sur l’aide financière que le Pape lui avait directement fournie pour ses opérations de sauvetage.» p. 138 du livre du  Rabbin David G. Dalin dans son livre Pie XII et les juifs - le mythe du pape d’Hitler"

## Sources
- Livre d'or des congrégations françaises, DRAC , 1939-1945 - pp. 305-351 et la mise au point du P. Marie-Benoît 1948 (Archives des Capucins - Paris)
- Il ghetto sul tevere de Samuel Waagennaar - Arnoldo Mandori - Édition 1973
- Roll of Honour de Dr. Arich, L Bauminger, Yad Vashem Édition Jérusalem 1970 Doubleday et Cy 1969
- « Incredibile Mission - Fernande Leboucher - New York », dans son livre l'incroyable mission du père Benoît, Fernande Leboucher, assistante du père Benoît, relate qu’il recevait de l’aide du pape Pie XII. On estime à environ quatre millions de dollars les sommes ainsi transférées du Vatican à l’œuvre de sauvetage du père Benoît... p. 138 du livre du Rabbin David G. Dalin Pie XII et les juifs - le mythe du pape d'Hitler
- Marie-Benoît (Pierre Péteul Padre Benedetti) « Levy Avital », in Encyclopedia Judaïca Jerusalem 1971 - Vol. XI, col. 993
- Il clero romano durante durante la resistenza Elio Venier - Roma 1972
- Un Capucin « père des Juifs » : Le père Marie-Benoît, souvenirs recueillis par le père Tharcisius Chardon (1986)
- « Le Père Marie-Benoît "Père des Juifs" », par Mme De Bangy dans Missions franciscaines Juin 2005